# Anisotome latifolia
Anisotome latifolia Hook. f., 1844 è una pianta della famiglia delle  Apiacee (o Umbelliferae).

## Descrizione
Anisotome latifolia è una grande e robusta pianta perenne, che cresce fino a 2 m di altezza.
Le foglie basali coriacee sono lunghe 300–600 mm, e 100–200 mm di larghezza.
Le foglie sono bipinnate con 5-7 foglioline.
L'asse dell'infiorescenza cresce fino a 2 m, con un diametro di 10–15 mm al primo nodo. I fiori variano dal colore bianco panna al rosa chiaro.
La pianta fiorisce da ottobre a febbraio, e da frutti da gennaio a marzo.

## Distribuzione e habitat
La pianta è endemica delle isole degli Antipodi, isole sub-antartiche della Nuova Zelanda.
Cresce dalla costa fino alle cime delle isole, su terreno torboso, tra ciuffi di altre megaerbe. Anche se raramente, si trova in macchie di cespugli, e nella foresta rada, dove questa è presente.

## Coltivazione
La pianta è facile da coltivare dal seme fresco, interrato in profondità, torboso, con suolo permanentemente umido; non tollera il caldo ed il clima secco.